# La Guerre de Cuba et l'Explosion du Maine à La Havane
 (juillet 2025).
Pour plus de détails, voir Fiche technique et Distribution.
La Guerre de Cuba et l'Explosion du Maine à La Havane est un film français réalisé par Georges Méliès, sorti en 1898.

## Synopsis
Reconstitution, à l'aide de maquettes, de l'explosion du cuirassé USS Maine à La Havane (Cuba), le 15 février 1898.

## Fiche technique
- Titre : Guerre de Cuba et l'explosion du Maine à La Havane
- Réalisation : Georges Méliès
- Pays d'origine : France
- Format : Noir et blanc - Film muet
- Genre : Actualité reconstituée
- Date de sortie : 1898